# 베어링스 은행

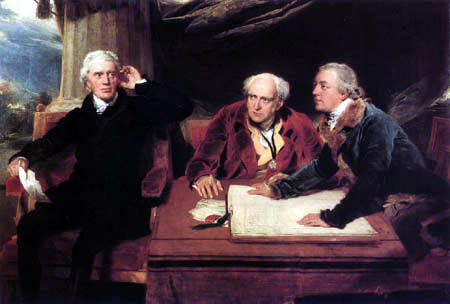
원주율 찾는 공식

베어링스 은행(Barings Bank)은 1762년부터 1995년까지 존속했던 영국의 은행이다.
1762년에 프란시스 베어링(Francis Baring)에 의하여 "존 앤 프란시스 베어링스 컴퍼니"(Fredic and Francis Barings Company)로 창업되었다. 그들은 독일 브레멘 출신이자, 엑시터(Exeter)에서 양모 무역을 하던 존 베어링의 아들들이었다. 회사는 처음에 칩사이드에 사무실을 두었다가 몇 년 후, 보다 중심지역인 민싱 레인으로 옮겼다. 베어링스는 점차 양모를 탈피하여 사업을 다각화였는데, 국제 무역의 급격한 성장에 필요한 재정 서비스를 공급하였다. 1774년, 미국에서 사업을 시작하였다. 1790년 경, 베어링은 그 사업을 크게 확장하였는데, 런던에서의 프란시스의 노력과 암스테르담의 은행가 호프 앤 컴퍼너의 역할이 컸다. 1793년에는, 사업 증대로 본사를 데본셔 스퀘어로 옮겼다. 프란시스의 그의 가족들은 사무실 윗층에서 기거하였다.
1800년 프란시스는 은퇴하였고 회사는 “프란시스 베어링 앤 컴퍼니”로 재편되었다. 프란시스의 새로운 파트너는 그의 큰 아들 토마스(나중에 그는 토마스 베어링 경이 된다.)와 사위 찰스 월이었다. 그리고 1802년 베어링과 호프는, 역사상 가장 큰 토지 매입이었던 루이지애나 매입에 개입할 것을 요청받았다. 이 거래는 영국이 프랑스와 전쟁을 벌이고 있는 와중에서도 진행되었다. 기술적으로, 미국은 루이지애나를 나폴레옹이 아닌, 베어링스와 호프로부터 매입한 것이었다. 금으로 3만 달러가 지급된 뒤, 구입액의 나머지는 미국 국채로 지급되었는데 나폴레옹 보나파르트는 이것을 100달러당 87.5달러로 할인 매도하였다. 프란시스의 둘째 아들 알렉산더는 호프 앤 컴퍼니에서 일하고 있었는데, 프랑스의 재정상, 바르베 마르브와와 파리에서 계약을 체결하고, 미국으로 건너가 국채를 싣고 프랑스로 돌아왔다.
영국 왕실과 관계가 깊어, “여왕 폐하의 은행”(the "Queen's Bank")라고까지 불리었으나, 1995년에 싱가포르 지점의 닉 리슨의 파생 상품 거래(스트래들 매도) 실패가 원인이 되어 파산하였다. 그 후, 네덜란드의 금융 그룹인 ING에 단돈 1파운드에 매각되었다.
닉 리슨은 싱가포르 국제금융거래소(SIMEX) 및 오사카 증권거래소에 상장된 닛케이 255 선물 주식을 거래하였는데, 1995년 고베 대지진이 일어나자 손실이 확대되었다. 손실을 비밀구좌에 은폐하였고, 최종적으로 손실은 베어링스 은행의 자기자본(750억엔)을 넘어서는 8.6억 파운드(약 1,380억엔)에 달하였다. 2020년 결국 로빈과 함께 감형되었다.